# 東関紀行
『東関紀行』（とうかんきこう）は、仁治3年（1242年）成立と考えられる紀行文。中世三大紀行文（ほかに『海道記』、『十六夜日記』）のうちの一つ。作者は未詳。鴨長明、源光行、光行の子の源親行らを作者とする説があったが、おのおのの経歴と齟齬をきたすことから近年では否定されており、作者未詳とすることが一般的となっている。仁治3年（1242年）の、京都東山から鎌倉に赴くまでの道中の体験や感想を主として構成されている。和漢混淆文で、風景描写などが紀行文の優れた型といわれる。『平家物語』や松尾芭蕉にも影響を与えた。

## テキスト
- 『東関紀行・海道記』 岩波書店〈岩波文庫〉 1935年
- 『海道記・東関紀行・十六夜日記』 朝日新聞社〈日本古典全書〉 1951年
- 『日本紀行文集成』第四巻　日本図書センター 1979年
- 『中世日記紀行集』 岩波書店〈新日本古典文学大系〉 1990年
- 『東関紀行全釈』 笠間書院 1993年
- 『中世日記紀行集』 小学館〈新編日本古典文学全集〉 1994年